# 蓮座山觀音寺索道
蓮座山觀音寺索道是位於中華民國桃園市大溪區蓮座山的纜索鐵路，主要用於將物資運送至山頂的蓮座山觀音寺。此類鐵路運輸被日本鐵道迷米澤光敦定義為「街角軌道」或「細微軌道」:157。
蓮座山位於桃園市大溪區的大漢溪畔，因形如出水蓮花而得名。嘉慶六年（1801年），廣東墾民鍾房緒見此地風景明媚，乃集資經建寺廟於山頂，供奉觀世音菩薩，命名為「觀音寺」:77，通稱「蓮座山觀音寺」。經過歷次的修繕，規模逐漸增大，現為三級古蹟。為搬運廟宇的物資至山頂，廟方沿入口石階修建索道:158。
索道路線的起點位於蓮座山觀音寺的拱型入口右側，一旁豎立刻有廟宇捐獻芳名錄的石碑。軌道全長50~60m，整體不太穩固，道床也有些鬆動:158。軌道上半部較下半部陡峭，且上半部具有穩定纜索方向的滾輪。山頂設有0.5hp的電動機帶動的減速機，做為捲揚機使用，且漆為淺藍色。路線持續延伸至捲揚機後的馬型雕塑旁為止。裝載貨物的台車以煤礦台車改造，上半部被鋸掉:158，亦漆為藍色。側板的山形木箍使人可以辨認其本為煤礦台車:158，且軌距應同為508mm。捲揚機一旁有一輛廢棄的台車，被90°側翻作為隔板使用。機房上方為有樓梯可通的觀景台，其上附有涼亭與座位。

## 圖片集

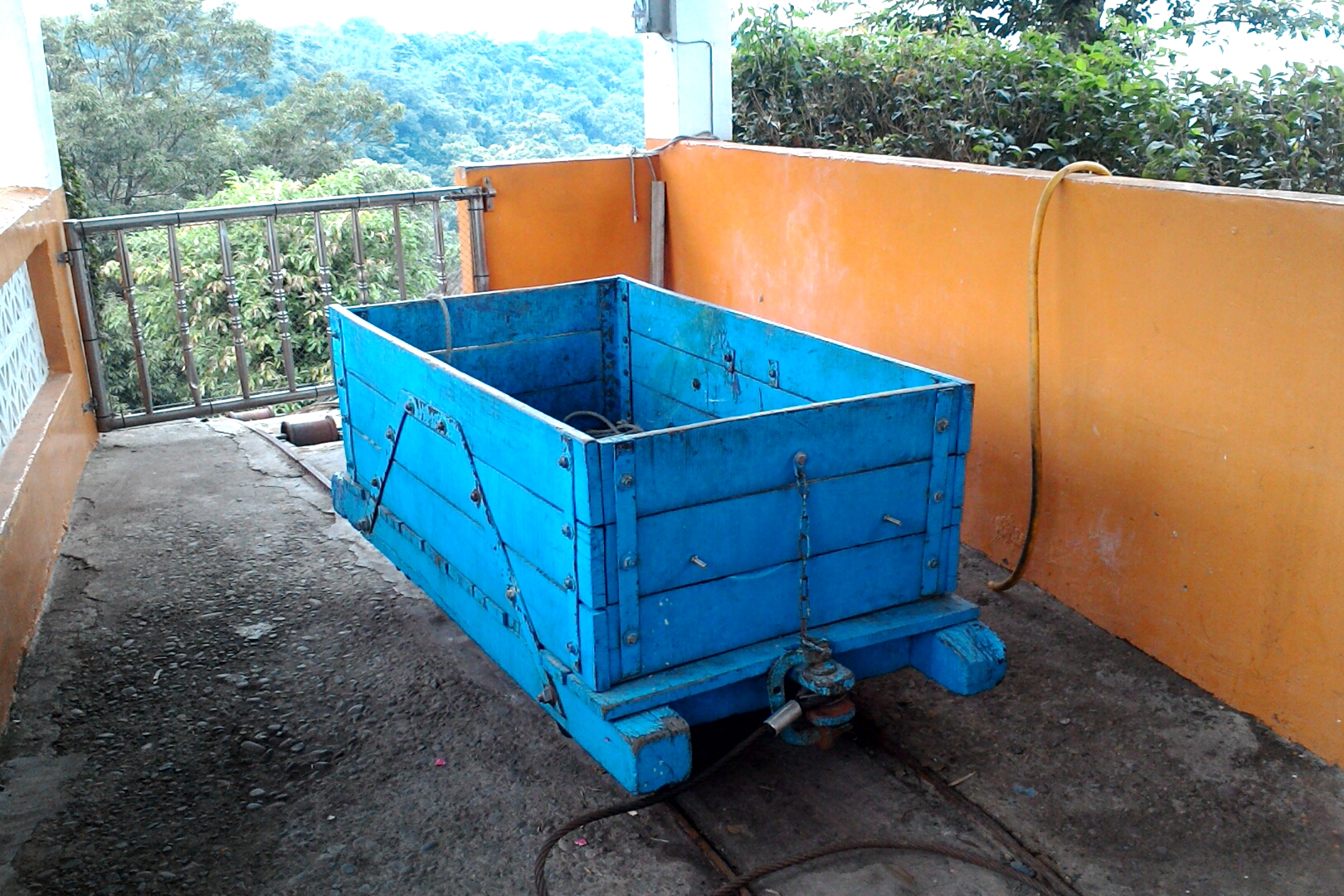
台車。
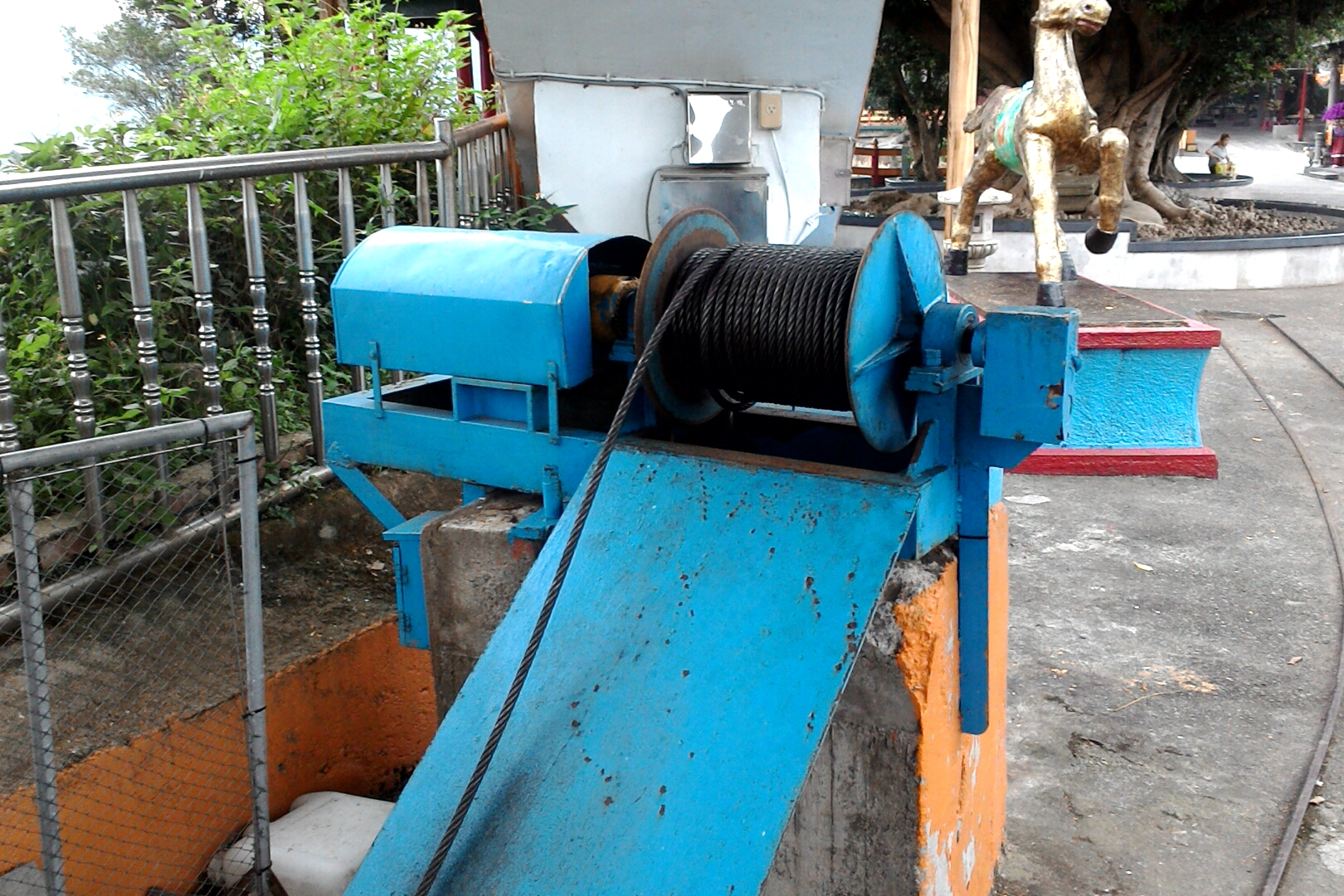
捲揚機。
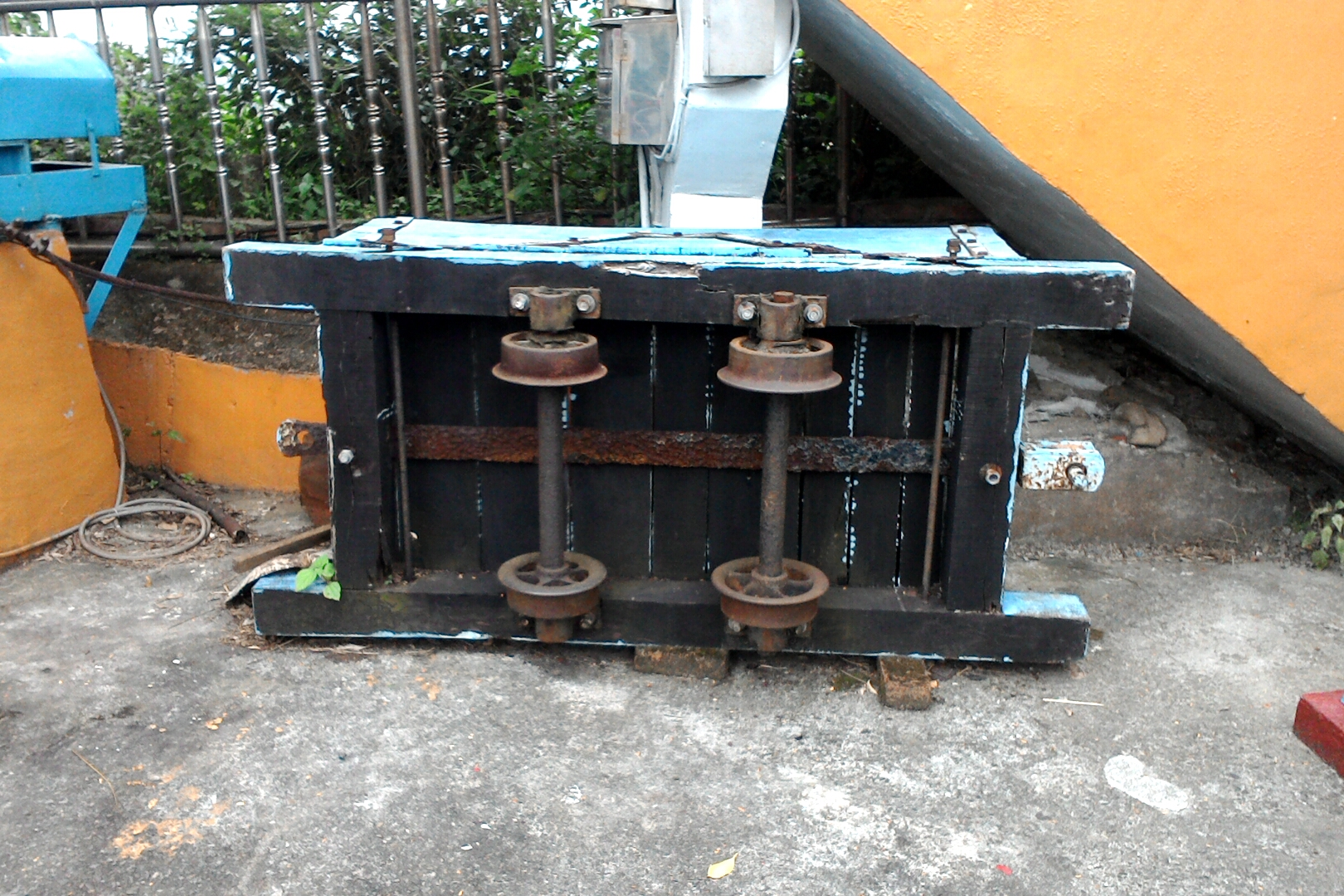
廢棄台車。
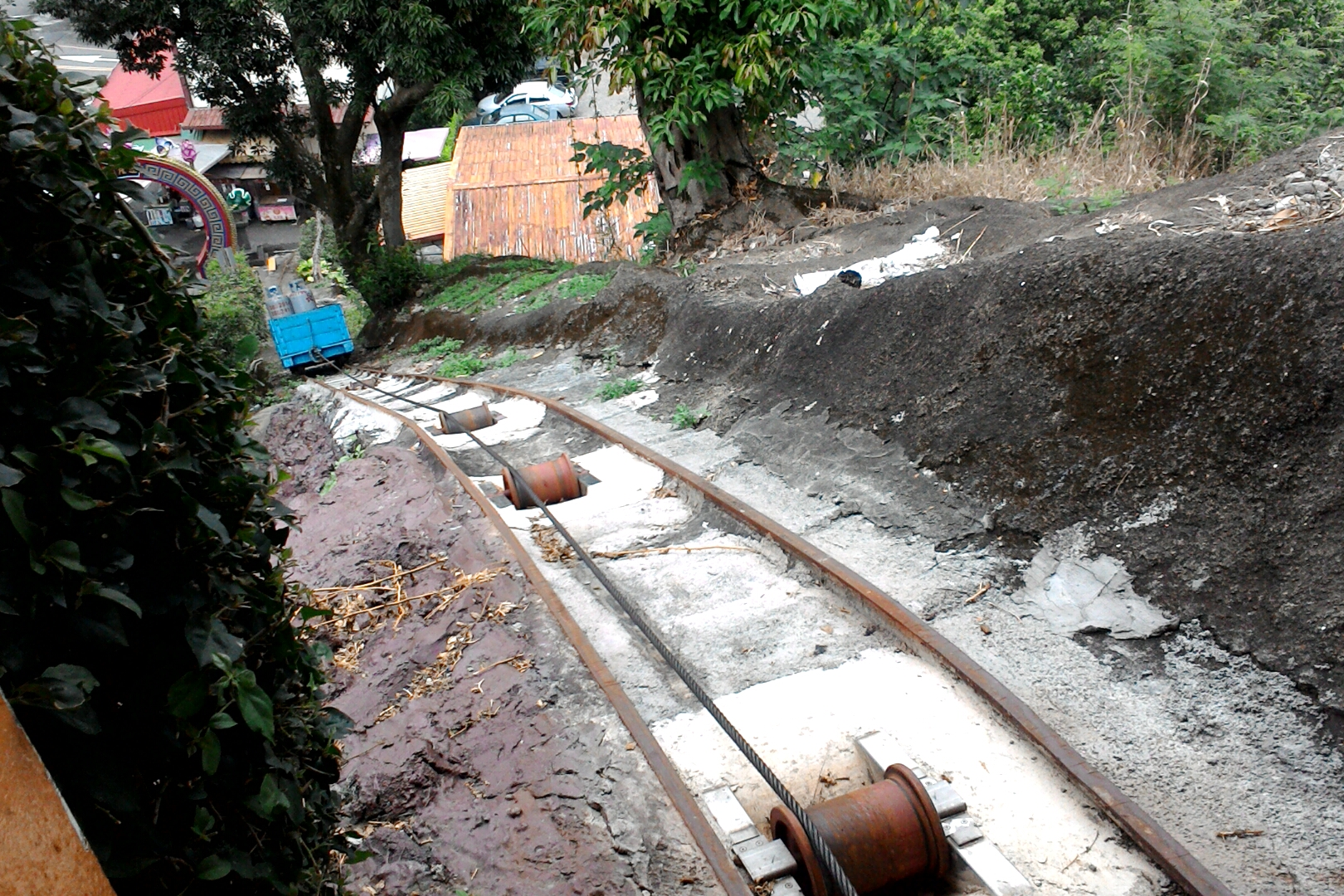
搬運瓦斯桶。

## 附註
1. ↑  指商家或酒窖、工廠等所使用的小規模軌道[2]:161。